# Antonio Jasso
Antonio Jasso (11 de março de 1935) é um ex-futebolista mexicano que competiu na Copa do Mundo FIFA de 1962.